# Troy Deeney
Troy Matthew Deeney (Birmingham, Inglaterra, Reino Unido, 29 de junio de 1988) es un futbolista inglés que juega como delantero.

## Trayectoria
Deeney inició como su carrera en el sistema juvenil del Arsenal, y luego se unió al Basilea Town. El 18 de diciembre de 2006 fue firmado por el Walsall e inmediatamente fue cedido al Halesowen Town por el resto de la temporada 2006-07. Fue nombrado jugador del año del Walsall en la temporada 2009-10.
El 6 de agosto de 2010 fue firmado por el Watford, equipo del cual es capitán desde la temporada 2014-2015 en la cual tuvo mucha influencia en los buenos resultados de su equipo en la que contribuyó con 21 goles a la promoción del club a la Premier League por primera vez desde la temporada 2006-07. Además, se convirtió en el primer jugador en la historia del Watford que anota 20 o más goles en tres temporadas consecutivas.
El 30 de agosto de 2021 puso fin a once años en Watford en los que anotó 140 goles en 419 partidos para marcharse al Birmingham City F. C. de su ciudad natal. Allí pasó un par de temporadas antes de ser liberado al final de la 2022-23 una vez expiró su contrato.
En agosto de 2023 siguió su carrera en el Forest Green Rovers F. C. En este equipo también ejercía un rol de entrenador asistente hasta que en el mes de diciembre fue nombrado entrenador principal tras la salida de David Horseman. Estuvo un mes en el cargo y fue destituido tras no haber ganado ninguno de los seis partidos que había dirigido.

## Clubes

### Como jugador
| Club                          | País       | Año       | Partidos | Goles |
| ----------------------------- | ---------- | --------- | -------- | ----- |
| Walsall F. C.                 | Inglaterra | 2006-2010 | 136      | 27    |
| Halesowen Town F. C. (cedido) | Inglaterra | 2006-2007 | 10       | 8     |
| Watford F. C.                 | Inglaterra | 2010-2021 | 419      | 140   |
| Birmingham City F. C.         | Inglaterra | 2021-2023 | 56       | 11    |
| Forest Green Rovers F. C.     | Inglaterra | 2023-2024 | 18       | 4     |

### Como entrenador
| Club                      | País       | Año       |
| ------------------------- | ---------- | --------- |
| Forest Green Rovers F. C. | Inglaterra | 2023-2024 |